# DRAGON SISTER! -三國志 百花繚乱-
『DRAGON SISTER! -三國志 百花繚乱-』（ドラゴンシスター!さんごくしひゃっかりょうらん）は、niniによる日本の漫画作品。2002年の『コミックブレイドMASAMUNE』創刊時から2007年の休刊まで連載していたが、後に『月刊コミックブレイド』に移籍して、同誌の2008年9月号で最終回を迎えた。単行本は全6巻。
本作品は数多くある「三国志」を題材にした漫画作品の一つであるが、他の作品と異なる点は、原典の歴史書『三国志』(以下、正史)および小説『三国志演義』(以下、演義)において男性であった人物（例えば関羽や張飛など）の半数以上が、可憐な女性に変わっている点である。これは、一種の呪いのようなものによって本来男性であった人物が女性となってしまったためと作中で説明されている。

## 特色
太平要術の呪い
本来は、ふとしたことから太平要術の巻物を手に入れた張家の三兄弟が、これから産まれるであろう英雄英傑たちから力を剥奪するために画策した呪いだった。しかし、太平要術には悪しきことに使えば天罰が下る仕掛けが施されていたこと、長男・張角が「英雄英傑たちを女にしてしまえば良いのでは」と考えていたことから、歪んだ形で呪いが発動してしまった。
発生源である張家の三兄弟は強大な妖術が使える童女に変化し、それ以後は超人的な能力を有する女性が続々と産まれるようになっていった。
女性武将
前述した歪んだ呪いのため、本来は人並み外れた能力の男性として産まれるはずの者たちが、超人的な能力を有する女性として産まれるようになっていった。そのため、劉備が義勇軍を立ち上げる頃には、女性の武将が少なからず台頭している。
ただし、この時代は女性蔑視の風潮が強いため、伝統的な旧来の勢力（官軍や袁紹軍など）では冷遇・排斥される傾向にある。
逆に董卓軍や曹操軍といった新興の勢力だと能力・功績次第で優遇される。
加齢について
本作では、第二十二回の董卓死亡が「192年」、第二十七回での官渡の戦いが「207年」のこととなっているのだが、登場人物には15年分加齢した様子が見られない。例えば、董卓死亡以前に「10代の少女」として登場した呂布や諸葛亮は、官渡の戦い前後には成人女性になっているはずだが、二人とも「10代の少女」のままであった。
また、張角三兄弟の容姿も太平要術の発動から長い年月がたっても童女のままだった。
その上、この歪な加齢を疑問に思う人物は、作中には一人もいなかった。
人物の生死について
「三国志」では死亡した人物が生きながらえる、あるいは死亡する描写が無いことがある。逆に、「三国志」より早いタイミングで死亡する人物もいる。

## 登場人物
※は、『三国志』作中では男性だが、本作では女性となっている人物に適用される。なお、『三国志』で既に女性の人物、本作オリジナルの女性人物には適用されない。
？は性別が明言されていない人物。

### 劉備軍
劉備（りゅうび）
主人公。緑色の髪を短くまとめた青年。正義感の強い人物。関羽・張飛とは義兄妹の契りを結んでおり、彼女らの兄・主君として振舞う。
当初は濃い緑色の衣装だったが、徐州牧に就任してからは薄い緑色で袖が大きめの衣装を着るようになる。
漢王室の末裔ではあるものの、涿県楼桑村にて筵を織って生計を立てていた。乱れた世の中を憂いており、関羽・張飛との出逢いを契機に義勇軍を結成し、黄巾党討伐に立ち上がる。
黄巾党壊滅後は太平要術の巻物を求めて旅立ち、水鏡と諸葛亮に出会う。それから、董卓の専横を聞きつけ、公孫瓚の客将として反董卓連合軍に参戦する。連合軍解散後、長安を訪れて貂蝉の董卓暗殺計画に協力する。
董卓の死後は各地を放浪し、徐州牧に就任するが、呂布に敗れたため「曹操が保護している皇帝に臣従する」という形式で曹操の下に身を寄せる。正史や演義と異なり「官渡の戦い」まで曹操の下にいたが、朝廷や人命を重んじない彼と共にいる事が出来ずに脱走する。趙雲や諸葛亮、月英と合流し、荊州牧・劉表の客将となる。
当初は関羽や張飛のことを「自分に武力を貸してくれる女性」としか見ていなかったが、黄巾党討伐の日々や董卓との賭けを経て、互いに信頼を築いていく。
武力は人並み程度でしかないが、卓越した判断力と奇抜な発想力、そして人徳を備えている。ただし、自分では「守られてばかり」「今ひとつ頼りない」と認識している。
関羽（かんう）※
黒髪で長髪の女性。冷静沈着な性格で、何かと突っ走りがちな張飛を抑えている。劉備の義妹で彼を「兄上」と呼ぶ。張飛からは「姉貴面して背負い込むな」と言われたことがあり、関羽が義姉・張飛が義妹という位置づけになっている。
当初は濃赤色の衣装だったが、劉備が徐州牧に就任してからは薄い桃色の衣装を着るようになる。また、髪の色も赤くなっている。
かねてより黄巾党討伐を志していたが、女性というだけで既存の義勇軍に参加することが出来ず、張飛と放浪していた。ある日、高い志を持つ青年 劉備と出会い、彼を頭目にして自分と張飛が参加できる義勇軍を結成することを考え付く。
当初は劉備のことを「高い志を持つ興味深い男」「頭目として祭り上げる対象」としか見ていなかったが、黄巾党討伐の日々や董卓との賭けを経て、互いに信頼を築き、想いを寄せるようになっていった。
張飛には及ばないものの、人並み外れた腕力と技量を備えている。また、兄妹の中では教養豊かな方である。
張飛（ちょうひ）※
茶髪をアップにまとめた女性。明朗快活な性格。「俺」という一人称をはじめ、男言葉を使う。劉備の義妹で彼を「兄貴」と呼ぶ。関羽には一度「姉貴面して背負い込むな」と言ったことがあり、張飛が義妹・関羽が義姉という位置づけになっている。ただし、関羽を「姉貴」と呼ぶことは滅多に無い。
劉備が徐州牧に就任してからは髪をおろし、髪色も赤茶色に変わる。また、セパレート型で胴部の露出が多かった（ヘソは帯で隠していた）衣装を、ワンピース型の衣装に改めた。
人並み外れた怪力を備えており、成人男性一人なら軽々と投げ飛ばせる。
劉備軍随一の巨乳の持ち主。酒好きではあるようだが、演義ほど頻繁に酒を飲む場面は無い。
簡雍（かんよう）
黒髪を逆立てた、いかつい体格の青年。劉備たちの義勇軍に参加した楼桑村民の一人。もともと黄巾党の襲撃で家族や畑を失っていたことと、張飛や劉備の人柄に惹かれ、黄巾討伐後も劉備たちと行動を共にする。
特技は頭突きだと自称しているが、それ以外では能力的に特筆する部分は無い。腕力は人並み以上にあるようだが、張飛や関羽には及ばない。ゆえに、関羽からは「今ひとつ頼りない人」呼ばわりされている。
また、義勇軍結成時から登場しているにもかかわらず、名前が明らかになるのが黄巾党壊滅後だったり、最終ページにおける「蜀の主力」に名を連ねていなかったりと、不遇な扱いをされている。
ただし、軍内で孤立ぎみの趙雲を支えるなど一行のムードメーカーとして不可欠な存在であり、彼がいなければ劉備軍は成り立たないとも言える。
趙雲（ちょううん）※
黒髪を一本に纏めた若武者。クールな性格。
元は公孫讃軍の客将で、反董卓連合軍に赴く途中で劉備たちに出会う。劉備に心惹かれ、連合軍解散後に同行を願い出るが、その時は劉備に遠慮されて公孫瓚軍に居残る。二度目の登場時は、独自に兵力を蓄え、劉備軍に参加する。
当初は少年と思われていたが、後に戦で負傷した際に女性であることが判明した。
もとは常山郡の農家の娘で、父と継母と、血の繋がらない兄と平和に過ごしていた。十代前半のとき黄巾党が台頭し、兄が義勇軍入りを強制されるのを見かねて、男と偽って代わりに義勇兵になる。
諸葛亮（しょかつりょう）※
小柄な10歳前後の少女。黄巾党壊滅後、劉備たちが太平要術の巻物を探す旅の途中で初登場する。
幼い頃に両親を亡くし、伯父に引き取られる。正史や演義とは異なり、伯父一家の家計を助けるために兄の諸葛瑾と二人で暮らし始める。諸葛均をはじめとする他の家族の存在については言及されない。
一度、叔母のもとで居候していたのだが、明晰すぎる頭脳を近所住民から怖れられ、兄と二人で水鏡塾の近くに移り住む。
僅かな情報で董卓の台頭を予見し、劉備たちから董卓への説得に協力を仰がれる。この時は諸葛瑾が劉備たちを信用しなかったので、同行できなかった。
二度目の登場時には、10代半ばの容姿に成長。心境の変化を経た諸葛瑾の後押しもあり、劉備軍の軍師になる。
董卓の死亡（192年）から官渡の戦い（207年）まで15年の歳月が流れており、再登場時には20代になっているはずだが、前述したとおり10代半ばの容姿で再登場した。また、劉備一行もこの現象を大して気に留めた様子が無い。
月英（げつえい）
長い黒髪を三つ編み一本に纏め、眼鏡をかけた、18歳前後の少女。諸葛亮の従姉妹。時々、語尾に「ネ」をつける（例:私の目はごまかせないネ）。
現代で言う機械工学に長けており、幾つかの新兵器を開発する。
劉備たちが二度目に諸葛家を訪れた際に初登場し、諸葛亮とともに劉備の門下に入る。

### 曹操軍
曹操（そうそう）
黒髪を短くまとめた、怜悧な青年。身分・性別を問わずに有能な人材を登用する、広い度量の持ち主。しかし、勢力を拡大させるにつれて、冷酷な言動・行動が目立つようになる。
若くして官軍・騎都尉の職につき、黄巾党征伐にて活躍する。董卓の台頭時には袁一族と結託して対抗するが失敗に終わる。反董卓連合軍を発起するも、袁紹と決別したあげく、徐栄の攻撃で大打撃を受ける。
董卓の死後は皇帝を保護下に置き、呂布、袁紹といった強敵を滅ぼし、中原を統一する。以後は荊州制圧に力を注ぎ、完全に国を統一し、新しい漢を作り上げることを目指す。
強い信念を持つ劉備に興味を寄せているが、力を付けるに伴い非情に徹する様になったことで相容れなかった。
夏侯惇（かこうとん）※
黒髪の長髪で、左眼の部分を眼帯で覆った長身の女性。曹操、夏侯淵とは従姉妹同士。
当初は素肌の上に面積の狭い甲冑を着けるという上半身の露出が大きい衣装だったが、後半からは着物の上に甲冑を着けるようになる。下半身は大きなズボンを終始はいており、露出は控え目になっている。
強い信念をもつ劉備を気に入っており、「孟徳より先に出会っていたら、ついていったかもしれない」と評する。
夏侯淵（かこうえん）※
長い髪を一本にまとめた小柄な体格の女性。曹操、夏侯惇とは従姉妹同士で、最年少。
弓矢の名手で、呂布との戦いでは弓隊の指揮で活躍する。ただし、人物眼には難があるのか、あまり劉備たちのことを評価していない。また、曹操のことを「恋人」を自称するほど慕っているため、彼が劉備を重く扱うことで不機嫌になる。
当初は緑色で半袖の上着を着ていたが、後半からは袖なしになる。また、下半身はミニスカートになっており、夏侯惇とは対照的に「上半身の露出が控え目で下半身の露出が多い」衣装となっている。
曹洪（そうこう）※
柔和な顔立ちの若武者。曹操の一族。曹操の身代わりになって董卓軍に討たれる。
曹仁（そうじん）※
髪を短く切りそろえた女性。血気盛んな性格。曹操の一族。曹操軍が弱小勢力だった頃は頼りにされていた。
後半は荊州北部に駐屯し、形勢間もない劉備軍に戦いを挑む。見栄を張って、不慣れな「八門金鎖の陣」を行って敗れたため、曹操から冷遇されるようになる。長坂橋で関羽に一騎討ちを挑むが一合も持たず、討ち取られる。
李典（りてん）※
曹操軍の部将。反董卓連合軍結成時、曹仁と曹洪に連れられて曹操軍に参加するが、このときは名前だけの登場。
後半、荊州に駐屯する曹仁の配下として登場。劉備軍に戦いを挑む。
楽進（がくしん）？
曹操軍の部将。曹仁と曹洪が李典と一緒に連れて来たらしいが、反董卓連合軍結成時に名前が出ただけで、本作では姿を見せていない。

### 劉備軍の敵対勢力

#### 黄巾党
張角（ちょうかく）※
髪を頭頂部にて、8の字にまとめた童女。張家三兄弟の長子で、黄巾党の首領。
もとは一介の中年男性だったが、ふとしたことから太平要術の巻物を手に入れる。太平要術の呪いに失敗し、弟達ともども童女の姿となる。また、呪いの悪影響で重い病気を抱えることになる。
太平要術の呪いを発動させる際に、力を失った猛者たちが美女に生まれてくるよう願ったため、関羽たちは女として生まれた。
女好きのいいかげんな性格に見えるが、内心では漢王朝の腐敗を憂い、母なる黄土のように人々が繁栄し、黄河のごとく緩やかに時が流れる国創りを志していた。
弟たちや側近共々董卓に捕縛されるが、その後の消息は不明。
張宝（ちょうほう）※
髪を左側に、円形にまとめた童女。張家三兄弟の次子で、黄巾党の最高幹部。調子に乗りやすい性格。
もとは一介の中年男性だったが、兄と弟ともども童女の姿となる。
張梁（ちょうりょう）※
髪を右側に、8の字にまとめた童女。張家三兄弟の末子で、黄巾党の最高幹部。三兄弟では一番落ち着きのある性格。
もとは一介の青年男性だったが、兄達ともども童女の姿となる。
張角の側近（仮名）
本作オリジナルの登場人物。豊満な体型の女性。黄巾党の信徒で、呪いで体調を崩した張角の看病をしていた。
張角を尊敬していたが、女好きな本性を知ってからは、容赦なく杖でツッコミを入れる。

#### 董卓軍
董卓（とうたく）※
長身の美しい女性。美女に目が無い性癖。もとは西涼出身の豪族。辺境での活躍が認められて官軍の将校になるが、「女」というだけで蔑視されてきた。それ以来、乱世で虐げられる女を救い、女だけの国を作ることを目指す。
ただし、男である陳宮を軍師の一人として重用したり、劉協に粘つくように抱きついており、「極度の男嫌い」というわけでもない。
黄巾の乱にて、討伐軍の一軍を任される。その際、関羽と張飛を己の臣下兼愛人にしようと画策し、交渉の末に劉備が活躍したら関羽と張飛の身柄を解放することになった。当日、徐栄に劉備の妨害を命じるが、呂布の乱入で台無しになる。結局は、呂布を臣下に加えたことと、予想以上の手柄を立てた劉備に免じて、その場は引き下がる。
何進と十常侍の争いに乗じ、少帝（弁皇子）と陳留王を保護し、漢王朝の実権を握る。のちに少帝を殺害したり、都に火をつけて炎上させた上に歴代の皇帝の墓を暴くといった専横を行う。
しかし、その暴政を見かねた王允の仕掛けた策により、貂蝉を巡って呂布と争い、その手にかかる。今わの際に初心を思い出しながら、息を引き取った。
李儒（りじゅ）※
顔の右半分を黒髪で覆った女性。董卓軍の軍師。董卓を「姫」と呼ぶ。王允から董卓軍の知恵の象徴として恐れられる。
狡猾な政略家で、少帝の廃嫡を進言したり、袁術と内通した高官を宴席で毒殺する。反面、軍事については陳宮の補佐を必要としている。
董卓の死後、漢王朝に捕縛され、董一族共々処刑された。
徐栄（じょえい）※
黒髪を頭頂部に纏めた怜悧な女性。董卓軍の幹部。弓矢の名手。
官軍の女性兵士だったが迫害され、一将校だった董卓に救われて彼女に臣従する。黄巾の乱にて、董卓の密命を受けて劉備を狙撃しようとしたが、呂布に矢を素手で取られて投げ返された。この際、命を落とした様に描写されるが、後の虎牢関の戦いで何事もなかったの様に登場している。
曹操を追撃する際に曹洪と対峙し射殺する。しかしその後、死亡した描写がないにも関わらず、戦死した華雄とともに董卓の夢に出てきた。
華雄（かゆう）※
勝気な性格の短髪の女性。董卓軍の将軍候補。軍内では董卓に次ぐ巨乳で、貧乳の従卒をからかっていた。
反董卓連合軍に大打撃を与えるが、最後は関羽に討たれる。
玉璃（ぎょくり）
本作オリジナルの登場人物。頭の両側に大きな袋飾りを付けた、小柄な少女。董卓の侍女。
黄巾党討伐時には、関羽や張飛の着付けを行う。董卓が涼州に駐屯している時は、朝廷からの勅使を取り次ぐ。
董卓が洛陽を制圧した後は、登場しなくなる。
董卓の侍女（仮名）
本作オリジナルの登場人物。長い黒髪を楕円形に纏めた女性。
初登場時は、宴席にて舞姫として出てくる。このときに董卓に気に入られ、貂蝉が来るまで董卓の傍に侍っていた。貂蝉に嫉妬し、彼女を刺殺するが、その直後に陳宮に刺殺される。

#### 呂布軍
呂布（りょふ）※
10代中盤くらいの少女。髪型はツインテール。当初は養父・丁原を補佐する地方武官として登場する。
戦うことが好きで、物事を深く考えず本能のままに行動する性格。それ故に丁原を見捨てたり、董卓と仲たがいしてしまう。
黄巾党征伐の時に初登場し、丁原と旅をしていた。張飛をも圧倒する怪力を発揮して、劉備を支援する。その際に董卓から「戦場に乱入し、官軍を妨害した罪」として臣従を強制される。丁原との暮らしが窮屈になってきたことから、あっさり董卓の申し出を受ける。
董卓軍の幹部になってからは、董卓に言われるまま、曹操をはじめとする西園校尉を都から追い払う。さらに、反董卓連合軍と内通していた丁原を、何の躊躇い無く抹殺する。
長安に遷都した際に貂蝉と出会い、彼女を「ママ」と慕う。それゆえ、貂蝉を愛人にしようとする董卓に殺意を抱き、劉備たちに便乗するかたちで董卓を暗殺する。その際、「ママは自分を利用するために近づいたの？」と問い詰めるが、直後に貂蝉も殺されてしまい、気持ちが擦れ違ったままに去る。董卓の死後は陳宮らと共に旗揚げし、曹操との抗争、劉備からの徐州城強奪を経て、一大勢力を築く。
陳宮とは董卓軍の頃から親しくしており、長安にいた頃は「ちんきゅ」と呼んでいた。董卓の死後も、「あたしと陳宮の…」という風に、部下というよりは「相棒」扱いしていた。しかし、心の底から信頼することが出来ず、幾つかの献策を却下したために敗戦の憂き目に会う。最後は曹操に捕らわれるが、陳宮の助命嘆願により処刑は免れる。しかし、陳宮の死を境に二度と戦うことはなかった。
登場人物で唯一、董卓を「おばさん」と呼んでいた。また、董卓の性癖については奇異に思わず、「董卓が女を囲う＝おばさんのお嫁さんになる」と認識していた。
関羽らや諸葛亮と同様、劉備との出逢いから人生の転機を迎え、共に旅することを進言したり、当初は本気で徐州の客将になる気があったなど彼を好評する1人だったが、結局は別離の道を進んだ末に哀しい結末を辿っている。
陳宮（ちんきゅう）
20歳前後の青年。当初は董卓軍の軍師として登場。自分しか信用できない性格だが、呂布に惚れ込んで、董卓軍時代から親しい同僚として近づく。
董卓軍時代は李儒の陰に隠れがちだったが、軍事にかけては彼女以上の才幹を発揮する。
董卓の死後は呂布軍の軍師になるが、「戦をせずに城を騙し取る」「亡き貂蝉を悪く言う」などの行動から、呂布との間に信頼を築くことが出来なかった。最後は曹操に捕らわれたのを機に呂布の前で告白し、自分の命と引き換えに彼女を救った。
張遼（ちょうりょう）※
短い黒髪の女性。元は丁原配下。呂布の行いに反感を抱きつつも、亡き丁原から呂布のことを託されていた故に見放せなかった。呂布が曹操に捕らわれた以後は曹操の配下となる。
高順（こうじゅん）※
長い黒髪の女性。呂布軍一の巨乳で、艶やかな口紅をつける。
張遼と共に初登場し、小沛の戦いにも参戦していたが終結後の顛末は描写されない。

### 漢王朝

#### 皇室・外戚
霊帝（れいてい）
劉協と劉弁の父。本作では幼くして即位した時と、崩御する時のみの登場となっている。
劉協（りゅうきょう）
別名は陳留王。後に董卓の手で帝に祭り上げられる。
初登場時は董卓の非礼を咎める覇気を見せるが、再登場時には董卓の「操り人形」と化し、虚ろな目をして一言の台詞も発さなかった。後半からは曹操の保護下に入るが、姿は見せない。
劉弁（りゅうべん）
劉協の異母兄弟で、何進の甥。霊帝の死後は何進の手で少帝となるが、後に董卓によって殺された。
何進（かしん）
細面の男。劉弁の伯父で、官軍の大将軍。霊帝亡き後の政権を真っ先に手に入れた。地位を確たるものとすべく、董卓をはじめとする地方豪族を洛陽に呼び集める。妹・何太后に対しては考えが甘く、宦官たちと手を組んだ妹の手引きで殺された。
何太后（かたいこう）
劉弁の母。霊帝の正室。何進の妹だが、兄よりも宦官たちからの恩義を重視しており、何進暗殺に協力する。その後の消息は不明。

#### 中央官吏と関係者
丁原（ていげん）
呂布の養父。初登場時は「小県とはいえ官吏を勤めている」と自称していた。呂布が董卓軍で活躍した影響ゆえか、再登場時には洛陽（中央）にいた。
呂布の、好戦的かつ物事を深く考えず本能のままに行動する性格を心配しており、戦への参加を堅く禁じていた。このことで呂布から煙たがられ、董卓に臣従されてしまう。後に反董卓連合軍との内通が発覚した際には、呂布から撲殺されてしまう。実は死ぬ前に張遼に「呂布を守ってくれ」と依頼していた。
王允（おういん）
漢帝国の司徒（高位の大臣）。董卓の暴政を見かね、暗殺を計画する。
貂蝉（ちょうせん）
王允の養女。大きな髪飾りと、劉備によく似た顔が特徴。
養父の恩に応えるべく董卓と呂布の仲を裂く作戦を提案する。両者に取り入ることに成功するものの、自分を母親のように慕う呂布を利用することにためらいを感じ、偶然に出会った劉備たちに協力を仰ぐ。最後は董卓を慕う侍女の手にかかり、呂布に「本当のママになりたかった」と想いを遺して果てる。

#### 袁一族
袁紹（えんしょう）
渤海の名家の出身。当初は西園校尉の一人として登場し、宦官抹殺の総指揮を取る。反董卓連合軍結成時には、曹操の推薦もあって連合軍総大将に就任する。
保守的な価値観の持ち主で、女性武将を蔑視している。ただし、関羽が手柄を立てた際に劉備軍を酒食でねぎらう一面も見せる。
連合軍解散後に公孫讃を滅ぼすが、曹操に敗れ去った。
袁術（えんじゅつ）
袁紹の異母弟で、名家の生まれであることを兄以上に鼻にかけている。当初は西園校尉の一人として登場し、袁紹の宦官抹殺に協力する。
反董卓連合軍では兵糧の管理を務める。大活躍する孫堅を妬み、立場を悪用して補給を差し止めるが、そのために董卓軍に勢いを与えてしまい、連合軍の危機を招いた。
董卓の死後に呂布と政略結婚しようとしたが、「キザキツネ」呼ばわりされて断られた。以後の動向は不明。

#### 孫一門
孫堅（そんけん）
左の頬に大きな傷痕を持つ、精悍な男。反董卓連合に参加した諸侯の一人で、孫子の末裔とされ「長沙の虎」の異名をもつ勇将。
廃墟の洛陽で伝国の玉璽を発見し、それを私物化したために袁紹から睨まれることとなる。反董卓連合軍解散後、袁紹の要請を受けた劉表と抗争を起こし、討ち死にする。
黄蓋（こうがい）※
中年の女戦士。孫堅軍の部将。口調は荒々しく、袁紹や袁術を「猿野郎」呼ばわりする。
程普（ていふ）
孫堅軍の部将。工芸品に詳しく、伝国の玉璽について説明する。
孫策（そんさく）？
孫堅の後を継いだ人物。袁術と同盟し、着実に勢力を伸ばしていく。本作では姿を見せていない。
孫権（そんけん）？
孫策の後を継いだ人物。官渡の戦いの後、諸葛瑾が仕官先として名を挙げた。本作では姿を見せず、最終ページで呉を興した事だけが語られる。

#### 地方豪族
公孫瓚（こうそんさん）
髭を生やした中年の男。白馬で揃えた騎馬隊「白馬陣」を主力とする北平の太守。反董卓連合に参加した諸侯の一人で、劉備一行を公孫瓚軍の客将として迎え入れる。また、劉備以外にも趙雲などの客将を抱えている。
武将としては凡庸だが、呂布の武力を怖れる劉備に「人の和」の重要性を説く。
馬騰（ばとう）
顎鬚を生やした豪快な男。異民族との戦いで鍛え抜かれた軍勢を抱える西涼の豪族。反董卓連合軍に参加した諸侯の一人。
鮑信（ほうしん）
済北の豪族。反董卓連合軍に参加した諸侯の一人。孫堅を出し抜いて手柄を立てようとするが、華雄に討ち取られる。
劉表（りゅうひょう）
荊州の豪族。本作では劉備の同族になっている。
袁紹の要請で孫堅を討ち取るが、後に曹操と荊州の覇権を争う前に病没する。姿を見せるのは病に倒れて床に伏せっている時のみ。

#### その他
蘇双（そそう）※
馬を商う30歳前後の女性。劉備たちを気に入り、手持ちの馬と金銭を貸し与える。
張世平（ちょうせいへい）
馬を商う中年男性。蘇双を「母ちゃん」と呼んでいるが、詳しい関係は不明。
水鏡（すいきょう）※
諸葛亮の師である老婆。太平要術の巻物に関する秘密を知っている。
諸葛瑾（しょかつきん）
諸葛亮の兄である青年。本人は「武にも学にも長けていない」と称しているが、「土いじり」の才能があり、遠方でも評判になるほどの作物を育てる。
幼い頃に両親を亡くし、伯父に引き取られる。正史や演義と異なり、諸葛均をはじめとする他の家族の存在については言及されない。
ある程度成長すると伯父一家の家計を助けるために妹と二人で家を出て、別の親戚である叔母のもとに身を寄せる。しかし、諸葛亮の明晰すぎる頭脳を近所住民から怖れられ、二人で水鏡塾の近くに移り住む。
上記のことから、世を正そうとする志を持ちながら、人への不信感と、妹に対する庇護欲が心の中でせめぎ合っており、「董卓の説得」への協力を仰ぐ劉備たちをすげなく追い返した。
二度目の登場では諸葛亮が心から劉備に仕えることを望みながら自分を気づかって仕官に踏み切れないことを見かね、「自分は孫権に仕える。お前の面倒は見切れない」と突き放し、彼女の背中を押した。

## 書誌情報
連載『コミックブレイドMASAMUNE』 第1部1～4巻、第4巻巻末描き下ろし漫画収録 
休刊後、『月刊コミックブレイド』への移籍を経て第2部連載 5、6巻
1. 2004年8月9日初版第1刷発行（7月9日）発売）、ISBN 4-86127-058-8
2. 2005年12月10日初版第11刷発（11月10日）発売）、ISBN 4-86127-215-7
3. 2006年10月9日初版第1刷発行（9月9日）発売）、ISBN 4-86127-314-5
4. 2007年10月10日初版第1刷発行（9月10日）発売）、ISBN 978-4-86127-421-3
5. 2008年6月10日初版第1刷発行（5月10日）発売）、ISBN 978-4-86127-499-2
6. 2008年11月10日初版第1刷発行・（10月10日）発売）、ISBN 978-4-86127-536-4